# Montanhas Zambales
As Montanhas Zambales ou Montes Zambales são uma cordilheira localizada no oeste de Luzon, nas Filipinas. As montanhas separam a plaície central de Luzon do Mar da China Meridional e estendem-se até à Península de Bataan a sul, formando a Baía de Manila.
O Monte Pinatubo é um vulcão activo desta cordilheira e teve uma grande erupção às 8h50m do dia 12 de Junho de 1991, a mais forte do século XX.